# El Capricho
El Capricho – stacja metra w Madrycie, na linii 5. Znajduje się w dzielnicy Barajas, w Madrycie i zlokalizowana jest pomiędzy stacjami Alameda de Osuna i Canillejas. Została otwarta 24 listopada 2006.